# Muzeum památek Golan
Muzeum památek Golan  (hebrejsky מוזיאון עתיקות הגולן, Muze'on 'atikot ha-Golan) je muzeum archeologických nálezů Golanských výšin, nacházející se v izraelském městě Kacrin.
V muzeu jsou výstavní předměty ze všech historických epoch na Golanech a také nálezy prehistorické.
Jsou zde mnohé artefakty a zdobené architektonické fragmenty z řady křesťanských kostelů a vesnic z byzantského období, včetně nálezů z Kursi na východním břehu Galilejského jezera, která je ztotožňována s Gergasou, novozákonním místem „zázraku gadarských vepřů“ (Lk 8,22-39).
Jedna místnost v muzeu je věnována příběhu Gamly, židovského města obléhaného a srovnaného se zemí Římany během první židovsko-římské války. Na zmenšeném modelu a ve filmu je popsáno dobytí a zničení města a všech jeho obyvatel Vespasiánem v roce 67 n. l. Vystaveny jsou nálezy z místa, včetně hrotů šípů, kamenů balist, hliněných olejových lamp a mincí ražených ve městě během obléhání.
Dalšími pozoruhodnými artefakty v muzeu je mnoho sloupů, překladů a dalších architektonických částí získaných z ruin starověkých synagog na Golanských výšinách. Ty jsou mistrně vytesány s věnovacími nápisy a židovskými symboly.

## Výstavní oddělení
- Prehistorie – Dokumentace nálezů z Gešer Bnot Ja'akov (Mostu Jákobových dcer), od Chulského jezera a od Kuneitry.
- Chalkolit – Rekonstrukce typického domu, založená na výzkumu 25 nalezišť tohoto období na Golanech.
- Gilgal Refa'im – Model kultického místa Gilgal Refa'im.
- Gamla (Gamala) – Jedna z místností muzea je věnována nálezům z Gamly, města zničeného za První židovské války roku 67, o kterém je zde také promítán krátký film (he, en či fr). Nálezy zahrnují hroty šípů, kameny balist, olejové lampičky, džbány na olej a vodu, ozdoby a mince (mj. mince „pro spásu svatého Jeruzaléma“, vyražené v Gamle zřejmě roku 66).
- Doba Mišny a Talmudu – Vystavovanými předměty jsou sloupy, dveřní překlady a další části z objevených starých golanských synagog. Na některých jsou dedikační nápisy a židovská symbolika (reliéfy menory a Chrámu, šofar a tzv. čtyři druhy). Vystaven je model synagogy v Kacrinu (1:50) spolu s nálezy z tohoto místa.
- Křesťanství (byzantské období) – Nálezy a ozdobné architektonické prvky z místních kostelů a domů. Na některých dveřních překladech a náhrobcích se uchovaly řecké nápisy. Většina nálezů je z oblasti kolem Galilejského jezera, mj. z Kursi na jeho východním břehu, které je identifikováno jako novozákonní Gergasa (Lk 8, 22-39 (Kral, ČEP)).